# سكوت كورتيس
سكوت كورتيس (بالإنجليزية: Scott Curtis)‏ هو ممثل أمريكي، ولد في 5 مايو 1976 في الولايات المتحدة.

## وصلات خارجية
- سكوت كورتيس على موقع IMDb (الإنجليزية)
- سكوت كورتيس على موقع ألو سيني (الفرنسية)
- سكوت كورتيس على موقع أول موفي (الإنجليزية)
- سكوت كورتيس على موقع قاعدة بيانات الفيلم (الإنجليزية)
- سكوت كورتيس على موقع كينوبويسك (الروسية)